# 멜버른산

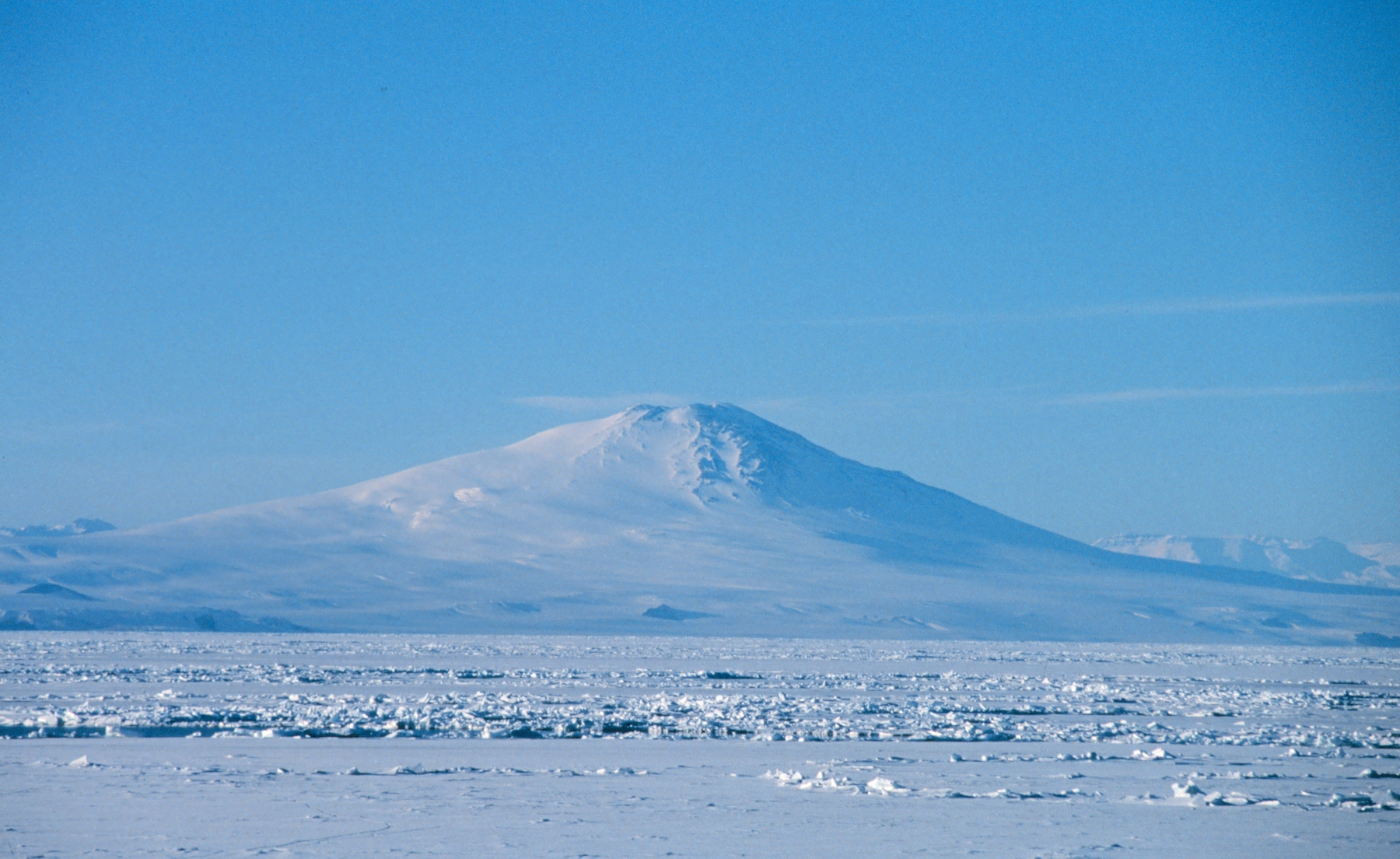
멜버른 산

멜버른산(Mount Melbourne)은 남극 동부 (동남극) 빅토리아랜드에 있는 화산이다. 우드 베이와 테라 노바 베이 사이에 있는 성층화산이다.
제임스 클라크 로스가 1841년에 발견 당시 영국 총리였던 멜버른 경의 이름을 따서 명명했다.
멜버른 산은 활화산이며, 빙하 작용에 의해 항상 침식 되고 있다.